# Jätteflygfalanger
Jätteflygfalanger (Petauroides volans) är en art i familjen ringsvanspungråttor och en av tre arter i släktet Petauroides. som finns i östra Australien. Djuret har flygmembran men räknas inte till familjen flygpungekorrar.
Det vetenskapliga släktnamnet är bildat av Petaurus, som är ett släkte flygpungekorrar, och det grekiska ordet eides (liknande). Artepitet volans är latin för "flygande".
Arten blev känd 2020, då det upptäcktes att det som tidigare hade betraktats som en enda art i stället var tre nära besläktade men separata arter.

## Kännetecken

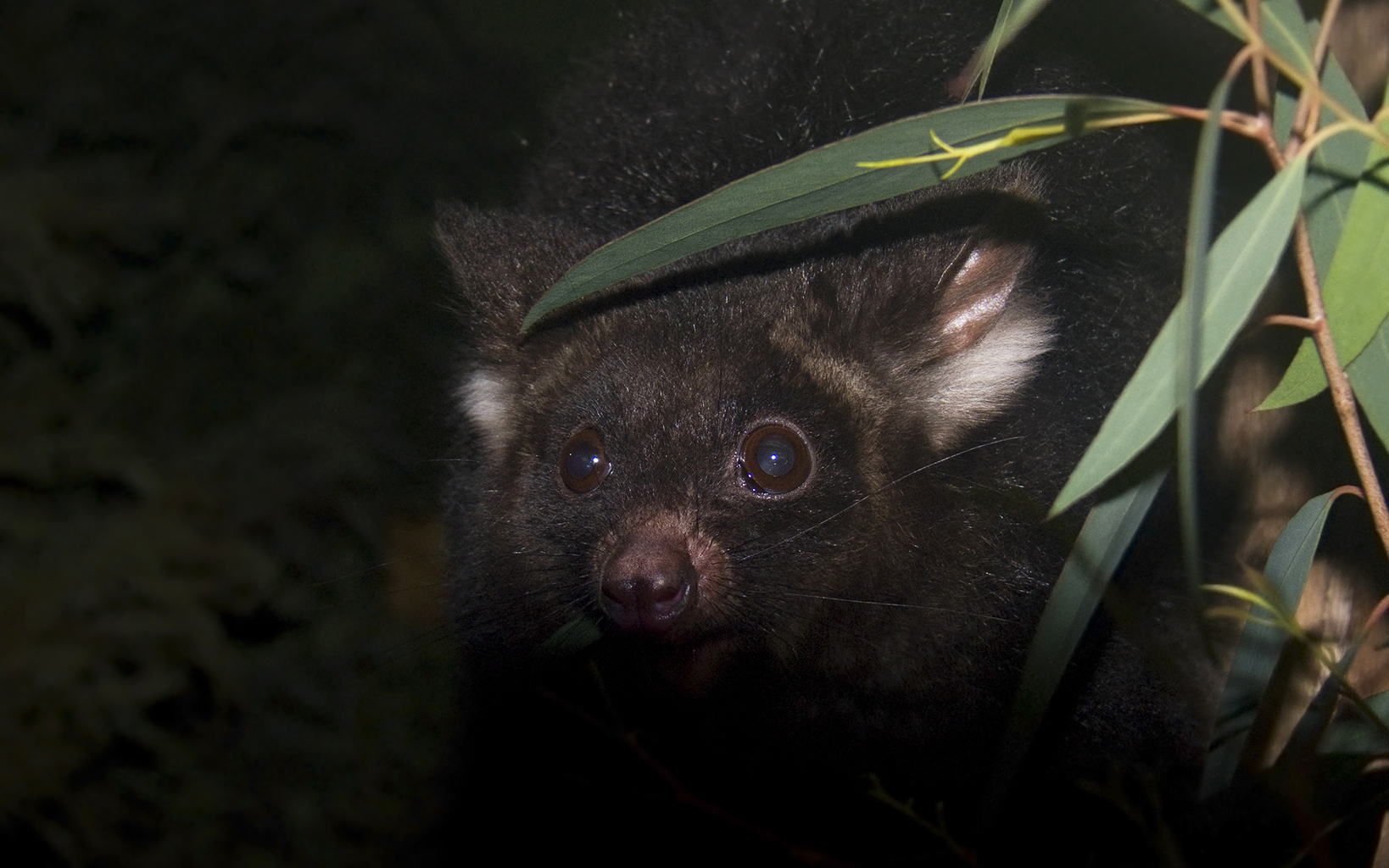
Huvud av en jätteflygfalanger, nattetid

Trots några överensstämmelser i kroppsbyggnaden mellan jätteflygfalanger och flygpungekorrar skiljs de genom flygmembranens form och djurens beteende under flygningen. Flyghuden är hos jätteflygfalanger fäst vid armbågslederna och knäna. Under flygningen sträcker djuret sina armbågsleder utåt och håller händerna under buken. Från marken ser djuret därför trekantigt ut. Pälsens färg varierar mycket. Ryggen är svart, brun, gråaktig eller vit och buken är ljusare, oftast helt vit. Det finns även mörka individer med vitt huvud. Ansiktet kännetecknas av den korta nosen och de stora, runda öronen. Den långa svansen bär, med undantag av spetsens undersida, hår och används ibland som gripverktyg. Jätteflygfalanger når en kroppslängd (huvud och bål) på mellan 30 och 48 centimeter, en svanslängd på mellan 45 och 55 centimeter och en vikt på mellan 0,9 och 1,5 kilogram.

## Utbredning och habitat
Arten förekommer i östra Australien. Utbredningsområdet sträcker sig över delstaterna Queensland och Victoria. Habitatet utgörs av skogar, främst med eukalyptus men inga regnskogar. I bergstrakter når jätteflygfalanger 1 200 meter över havet.

## Levnadssätt
Jätteflygfalanger är aktiva på natten och vistas nästan hela livet i träd. I motsats till de snabbare flygpungekorrarna gör de långsamma rörelser. Även deras förmåga att glida är mindre bra utvecklad. Å andra sidan kan de med hjälp av svansen byta riktning under flyget (upp till 90 grader). Den kan sväva på en upptill 100 meter lång, nedåtlutande sträcka.
Varje individ lever ensam och har ett revir på en storlek av 1 till 3 hektar. Territorier av honor överlappas ofta men hannarnas revir är avgränsade från varandra. De sover i trädens håligheter som de fyller med löv. Ibland har en individ upp till 18 sovplatser i reviret. Födan utgörs nästan uteslutande av eukalyptusblad samt av bark och unga växtskott.

## Fortplantning
Honor har två spenar i den välutvecklade pungen (marsupium). Parningstiden börjar i mars och mellan april och juni (eller något senare beroende på utbredningsområde) föds vanligen en unge. Ungen stannar upp till 6 månader i honans pung och vistas ytterligare 4 månader i honans bo. Ibland klamrar sig ungen fast vid honans rygg. Efter 10 till 13 månader är ungarna självständiga. De blir könsmogna efter två år och livslängden uppskattas till 15 år.

## Hot
Arten behöver ett habitat med många träd och är mycket känslig för skogsröjningar. IUCN listar arten trots allt som livskraftig.

## Systematik
Tidigare antogs släktet Petauroides endast bestå av denna art, men 2020 lyckades ett team av australiska forskare fastslå med hjälp av både traditionell morfologisk analys och specialiserad DNA-analys att arten egentligen bestod av tre skilda arter. De två övriga blev kallade Petauroides armillatus och Petauroides minor. Petauroides minor betraktades tidigare som en underart till Petauroides volans, P. v. minor.
Förmågan att glida utvecklades på tre olika sätt i underklassen pungdjur och därför är arten mer släkt med ringsvanspungråttor som saknar flygförmåga än med flygpungekorrar eller dvärgflygfalanger. Jätteflygfalangers närmaste släkting är arten Hemibelideus lemuroides som har förkrympta flygmembran mellan extremiteterna. De sammanfattas därför ibland i en underfamilj, Hemibelideinae.